# Arizona State University

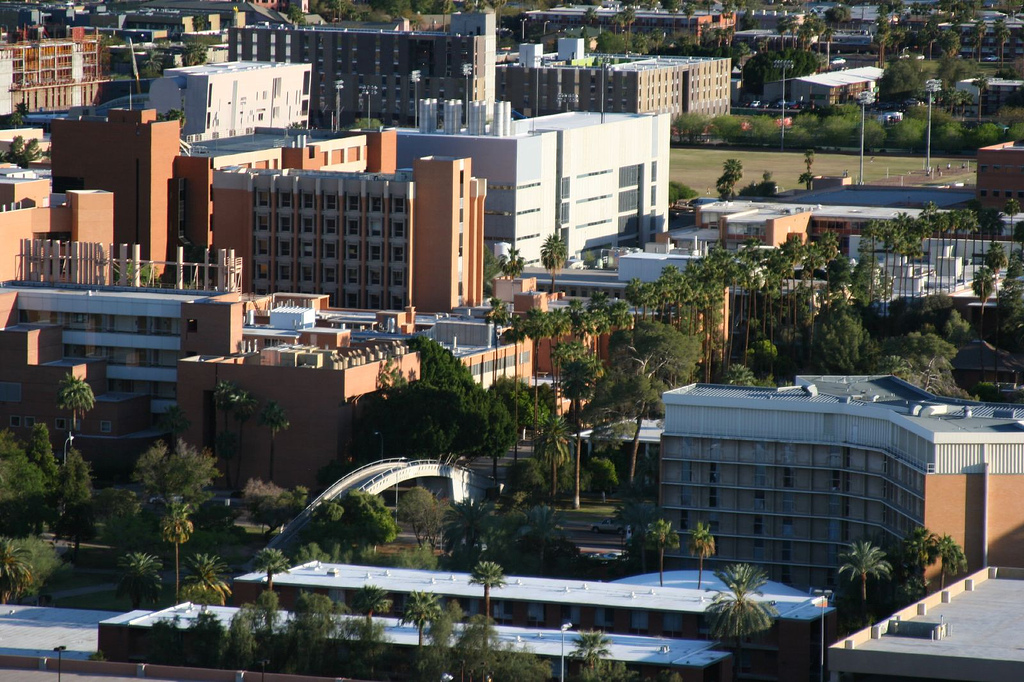
Blick über den ASU Campus in Tempe

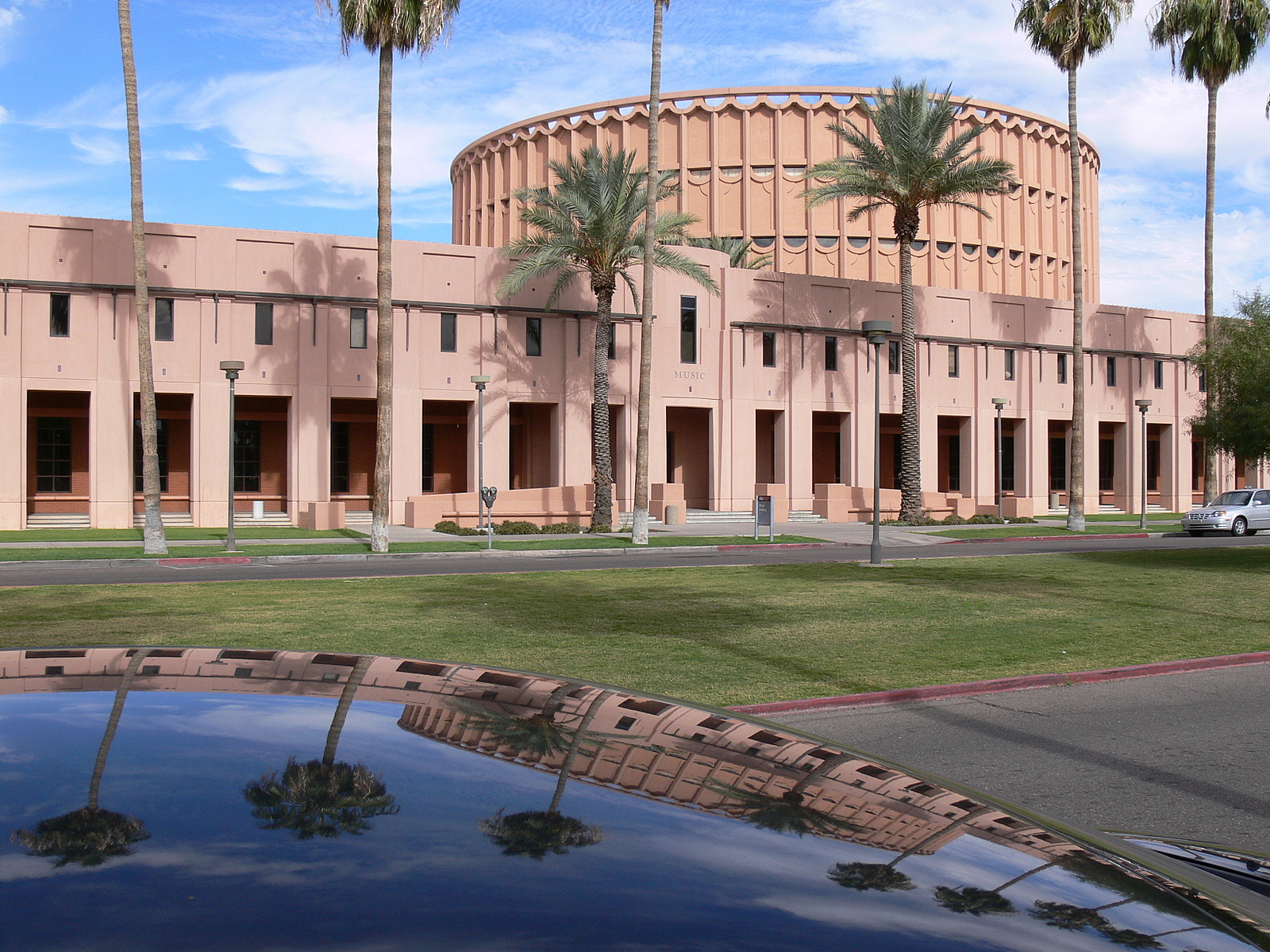
Musik-Auditorium am Tempe-Campus

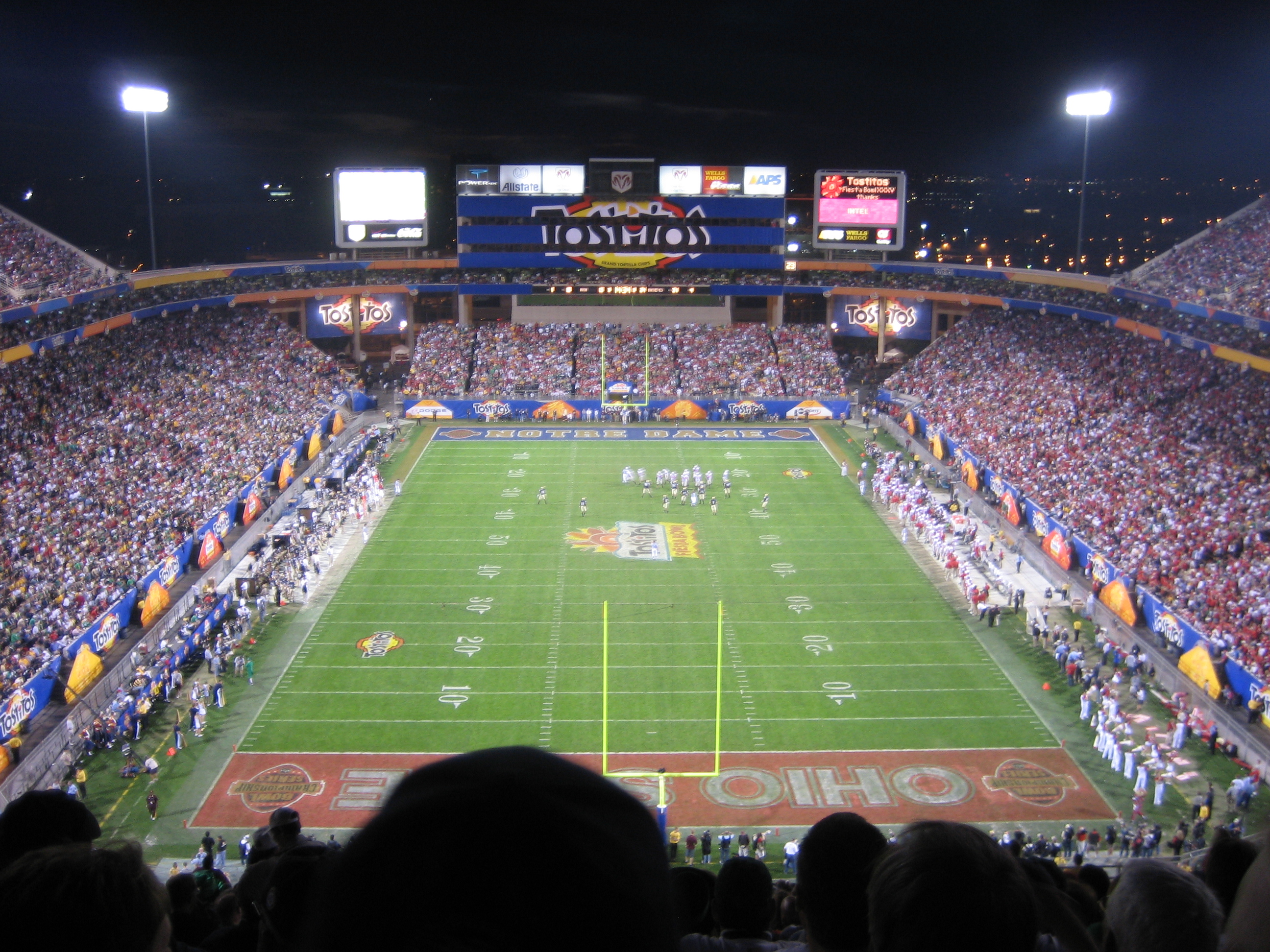
Sun Devil Stadion

Die Arizona State University ist eine große staatliche Universität in der Metropolregion um Phoenix, Arizona. Ihr größter Campus befindet sich in der bei Phoenix gelegenen Stadt Tempe. Neben diesem Hauptcampus gehören der ASU West Campus im Nordwesten von Phoenix, der ASU Polytechnic Campus in Mesa sowie der Downtown Phoenix Campus zur Universität.
In dem Ranking des U.S. News & World Report aus dem Jahr 2005 schnitt besonders die Fakultät Ingenieurwissenschaften mit den Schwerpunkten Industrie-Ingenieurwesen (#15) und Technische Informatik (#15) sowie der Bereich Pädagogik (#35) gut ab. Außerdem hatte demnach die wirtschaftswissenschaftliche Fakultät, die nach dem Immobilienunternehmen W. P. Carey Inc. benannte W.P. Carey School of Business, einen guten Ruf im Bereich des Supply-Chain-Managements (#5).

## Studierende
Im Herbst 2019 waren an der Arizona State University (ASU) insgesamt 119.951 Studierende eingeschrieben, einschließlich der 45.073 Teilnehmer an Online-Kursen. Von den 74.878 Studierenden, die in der Metropolregion Phoenix vor Ort studierten, waren 53.286 am Campus in Tempe, 11.420 am Campus Downtown und 4.243 am Campus West. 62.186 der 74.878 Präsenzstudenten standen vor dem ersten Abschluss (undergraduate). 2013 war die ASU gemessen an der Zahl der undergraduate-Studierenden mit 59.382 Eingeschriebenen die größte Universität der USA gewesen.

## Historisches
Die Hochschule wurde 1885 in dem damaligen Territory of Arizona gegründet. 1958 wurde das damalige Arizona State College zur Universität.
Am 13. Oktober 2004 fand im Gammage Auditorium der ASU die 3. Präsidentschaftsdebatte zwischen George W. Bush und John F. Kerry statt.

## Sport
Die Sportmannschaften der Universitäten sind die Sun Devils. Die Universität ist Mitglied der Big 12 Conference seit August 2024. Die Footballmannschaft trägt ihre Heimspiele im Sun Devil Stadium aus. Die Basketballmannschaft trägt in der Desert Financial Arena ihre Heimspiele aus. Die Eishockey-Männermannschaft spielt in der Mullett Arena. Dieses Team trat nach der Saison 2023/24 der National Collegiate Hockey Conference bei. Eine große Rivalität besteht zwischen den Sun Devils und den Arizona Wildcats, der Mannschaft der University of Arizona.

## Persönlichkeiten
Lehrende
- David C. Berliner (* 1938) – Pädagogischer Psychologe
- Rita Dove (* 1952) – Dichterin und Schriftstellerin, Dozentin für Kreatives Schreiben
- Aviva Dove-Viebahn (* 1983) – Autorin und Assistant Professor für Englisch
- Jocelyn Gill (1916–1984) – Astronomin und Hochschullehrerin
- Bert Hölldobler (* 1936) – deutscher Biologe (insbesondere Soziobiologie)
- Troy L. Péwé (1918–1999) – Geologe und Glaziologe
- Edward C. Prescott (1940–2022) – Nobelpreisträger Wirtschaftswissenschaften (2004)
- Siegbert Rampe (1964–2025) – deutscher Cembalist und Musikwissenschaftler
- Doc Severinsen (* 1927) – Jazzmusiker
- Fred Viebahn (* 1947) – deutscher Schriftsteller, Adjunct Professor
- Stanley N. Williams (* 1951) – Vulkanologe und Geologe

Absolventen
- Steve Allen (1921–2000) – Komiker
- Becky Anderson (* 1967) – Moderatorin
- Michael Batiste (* 1977) – Basketballspieler
- Audrey Bitoni (* 1986) – Pornodarstellerin
- Barry Bonds (* 1964) – Baseballspieler
- Bob Breunig (* 1953) – American-Football-Spieler
- Henry Carr (1941–2015) – Olympiasieger (Leichtathletik)
- Paul Casey (* 1977) – englischer Profigolfer
- Curley Culp (1946–2021) – American-Football-Spieler
- Luguentz Dort (* 1999) – kanadischer Basketballspieler
- Allison DuBois (* 1972) – Gibt an, mit Toten kommunizieren zu können
- George Flint (* 1939) – American-Football-Spieler
- James Harden (* 1989) – Basketballspieler
- Mike Haynes (* 1953) – American-Football-Spieler
- James Herndon (* 1952) – Medienpsychologe
- Eddie House (* 1978) – Basketballspieler
- Reggie Jackson (* 1946) – Baseballspieler
- Jim Jeffcoat (* 1961) – American-Football-Spieler
- Per-Ulrik Johansson (* 1966) – schwedischer Profigolfer
- John Henry Johnson (1929–2011) – American-Football-Spieler
- Paul Justin (* 1968) – American-Football-Spieler
- Jimmy Kimmel (* 1967) – Moderator und Komiker
- Amy LePeilbet (* 1982) – Fußballspielerin
- Léon Marchand (* 2002) – französischer Schwimmer, vierfacher Olympiasieger (2024)
- Billy Mayfair (* 1966) – Profigolfer
- Randall McDaniel (* 1964) – American-Football-Spieler
- Phil Mickelson (* 1970) – Profigolfer
- Ed Pastor (1943–2018) – Mitglied des Repräsentantenhauses
- Dustin Pedroia (* 1983) – Baseballspieler
- Chad Prewitt (* 1980) – Basketballspieler
- Jon Rahm (* 1994) – spanischer Profigolfer
- Rick Rosenthal (* 1949) – Regisseur
- David Spade (* 1964) – Komiker
- Ria Stalman (* 1951) – Sportjournalistin und Leichtathletin
- Terrell Suggs (* 1982) – American-Football-Spieler
- Charley Taylor (1941–2022) – American-Football-Spieler
- Pat Tillman (1976–2004) – American-Football-Spieler
- Lissa Wales (1957–2005) – Fotografin

## Besonderheiten
- Die Arizona State University gab jahrelang die Top-Ten-Liste der skurrilsten neuentdeckten Lebewesen[7][8][9][10] heraus.
- Im Hochdrucklabor des Departments of Chemistry and Biochemistry wurde 2013 unter der Federführung der TU München das bis dahin unbekannte Material Lithiumborsilicid, auch tum genannt, hergestellt.[11]